# Trương Tấn Sang
Trương Tấn Sang (Đức Hòa, 1949) és un polític vietnamita, President del Vietnam des que fou escollit el 25 de juny de 2011 per l'Assemblea Nacional del Vietnam amb 466 vots (un 97,12%), amb un mandat fins a 2016. Anteriorment fou el cap del Partit Comunista del Vietnam de Ciutat Ho Chi Minh.
La presidència del Vietnam és una posició cerimonial mentre que el Primer Ministre supervisa les activitats diàries del govern. L'any 1996-2000, se'l nomenà cap del partit de la ciutat Ho Chi Minh.